# Belle & Sebastien
Belle & Sebastien è un film del 2013, diretto da Nicolas Vanier. È il primo di una serie di tre film, tratti dai romanzi di Cécile Aubry, seguito da Belle & Sebastien - L'avventura continua, diretto nel 2015 da Christian Duguay, e Belle & Sebastien - Amici per sempre, diretto da Clovis Cornillac nel 2018. Tutti e tre i film hanno per protagonista l'attore bambino Félix Bossuet, nel ruolo di un piccolo orfano (Sébastien) che stringe amicizia con un cane da montagna dei Pirenei.

## Trama
Alpi Francesi, 1943. Sébastien è un bambino orfano di otto anni che vive con l'anziano pastore César, una sorta di nonno adottivo per il piccolo, e la nipote di questi, Angélina, particolarmente protettiva verso Sébastien. L'insolita famigliola vive nel piccolo villaggio di Saint-Martin-de-Queyrières, i cui abitanti, nonostante l'occupazione tedesca, organizzano segretamente il passaggio in Svizzera degli esuli ebrei. Il villaggio è anche funestato da una misteriosa “Bestia” che preda le greggi dei pastori e a cui gli abitanti, incluso Cèsar, danno la caccia da mesi senza successo.
Sébastien è un bambino molto solitario e sofferente per l'assenza della madre, che lui crede emigrata "in America, appena oltre le montagne", e passa tutte le sue giornate sui monti. Un giorno, sulla via per Saint-Martin, incontra un enorme cane, selvatico e completamente infangato: si tratta della cosiddetta "Bestia". Sébastien non tarda a fare amicizia con l'animale, una femmina di Patou, e la chiamerà "Belle" perché colpito dalla sua bellezza dopo averla ripulita dal fango. Sébastien decide di mantenere segreta la sua amicizia con Belle per proteggerla. Nel frattempo, una pattuglia tedesca, comandata dall'ambiguo tenente Peter, giunge a Saint-Martin per porre fine alle fughe degli ebrei. Sébastien, durante una delle sue gite assieme a Belle, si scontra con due soldati nazisti; Belle reagisce aggredendo e ferendo i due militari. L'amicizia tra Sébastien e la "Bestia" è così scoperta.
Il tenente Peter ordina al sindaco di Saint-Martin di organizzare una battuta di caccia per stanare e uccidere la "Bestia"; César, sapendo che Sébastien tenterà di impedirlo, fornisce di proposito al bambino indicazioni sbagliate sull'area in cui sarà effettuata la ricerca. Nonostante Sébastien, una volta capito l'inganno, riesca a interferire con le ricerche, César e gli uomini del villaggio riescono comunque a trovare e ferire Belle. Il bambino, ormai furioso con César, chiede aiuto al dottor Guillaume, medico del villaggio e fidanzato di Angélina, che, dopo un'iniziale titubanza, accetta di curare Belle e le salva la vita.
All'insaputa di Sébastien, il dottor Guillaume è anche colui che si occupa di scortare gli ebrei al confine svizzero. Una sera, Guillaume, mentre torna a Saint-Martin dopo aver nascosto provvisoriamente in una grotta una coppia di profughi con una figlia, vede un branco di lupi attaccare una delle greggi del villaggio. Il medico tenta di cacciare via le belve, ma si rompe una caviglia scivolando nella neve e si trova a sua volta in pericolo; la situazione viene salvata proprio da Belle, che mette in fuga i lupi e trascina su una slitta Guillaume fino a casa di César e Angélina. Non era perciò Belle a uccidere le pecore, bensì i lupi; a César non rimane altro da fare che chiedere scusa a Belle e dare la caccia ai lupi.
Guillaume, infortunato, non può più accompagnare gli ebrei e il suo posto viene preso da Angélina e da Sébastien, che ha seguito la ragazza di nascosto fino alla grotta. Il bambino fa amicizia con la piccola Esther, figlia dei due profughi ebrei che Guillaume doveva scortare; parlando con lei, Sébastien scopre che César gli ha mentito a proposito dell'America. Quella sera, César svela al piccolo la verità: sua madre è morta dandolo alla luce. César era presente per puro caso e ha accettato di prendersi cura di Sébastien; finora ha taciuto, preferendo mentire, per non far soffrire ancora di più il bambino. Sébastien è triste, ma ora sa di poter contare sempre su César e si riappacifica con lui.
Nel frattempo, i tedeschi hanno intuito che il passaggio degli ebrei avverrà la notte della Vigilia di Natale e iniziano a perlustrare le montagne. Angélina e gli ebrei ripartono, ma la ragazza si accorge di essere seguita dal tenente Peter, che però viene travolto da una valanga provocata dalle sue stesse urla per tentare di fermare la giovane. Peter, a sorpresa, l'avverte di fare un altro percorso per raggiungere il confine perché i suoi soldati pattugliano le montagne e Angélina, commossa, capisce che era proprio il tenente tedesco a fornire a Guillaume gli orari delle ronde, consentendogli di organizzare le fughe; Peter muore a causa della valanga. L'unico percorso possibile è pericoloso e costellato di crepacci; Sébastien assicura tuttavia che Belle, grazie al suo fiuto, saprà guidarli.
Non senza difficoltà, Belle, Sébastien e Angélina riescono a sfuggire ai tedeschi e a portare gli ebrei fino in Svizzera, dove vengono accolti da una guida locale. Qui, Angélina rivela di voler proseguire per andare in Inghilterra e aiutare a vincere la guerra e che non tornerà a Saint-Martin. La ragazza saluta Belle e il piccolo Sébastien, promettendo però di tornare una volta che sarà tutto finito. Belle e Sébastien si incamminano verso casa; la guida svizzera domanda ad Angélina se è sicura che il piccolo Sébastien ce la farà a tornare da solo, ma la ragazza, in lacrime, gli risponde che Sébastien non è solo.

## Personaggi
- Sébastien: è il protagonista del film (Félix Bossuet), un bambino orfano di 8 anni e vive con César, che gli fa da nonno, e Angélina, nipote di César. Diventerà grande amico di un grande cane da montagna dei Pirenei e sarà l'unico a capire la bontà che sta nel cuore del cane.
- Belle: è il cane amico inseparabile di Sébastien, un cane da montagna dei Pirenei femmina, con una bellissima pelliccia bianca e un grande cuore. Fuggita dal suo ex padrone violento, si è inselvatichita e vagabonda senza mèta sui monti prima di incontrare Sebastien con cui stringe presto amicizia. Ricercata da tutto il villaggio perché ritenuta pericolosa per la sicurezza della vita umana e soprattutto delle pecore appartenenti ai pastori, Belle sarà costretta a vivere esperienze di paura e inseguimento da parte delle autorità e dei nazisti. È conosciuta da tutti come "la bestia", in quanto le vengono erroneamente attribuite le predazioni delle pecore, e sarà proprio Sébastien a difenderla durante un'imponente battuta di caccia organizzata dalla popolazione del villaggio.
- César: è un vecchio pastore (Tchéky Karyo) che fa da nonno al piccolo Sébastien sin dalla sua nascita. Inizialmente anche lui, come tutti gli abitanti del villaggio, è convinto che "la bestia" sia terribilmente feroce; ma poi cambierà idea.
- Angélina: è la giovanissima vera nipote di nonno César (Margaux Châtelier) e fa da madre al giovane protagonista del film. È alquanto severa con il bambino nei momenti più turbolenti, ma è soprattutto dolcissima.
- Dottor Guillaume: è il medico del villaggio (Dimitri Storage). Nella storia originale è innamorato della bella Angélina ed è anche corrisposto. Curerà Belle in seguito a un ferimento alla zampa causato da un colpo di fucile provocato da uno dei tanti uomini armati mandati apposta per ucciderla. Guillaume, durante il corso del film, aiuterà una famiglia ebrea a nascondersi su per le Alpi francesi dai tedeschi; li avrebbe aiutati anche a varcare il confine con la Svizzera, ma una frattura al piede lo costringerà a rinunciare. Sarà Angélina a portare a termine il compito, insieme a Belle e a Sébastien.
- Tenente Peter: è un ufficiale tedesco (Andreas Pietschmann) dall'aria piuttosto ambigua e inquietante: si comporta garbatamente con Angelina, per sedurla. Sebbene sembri l'antagonista, si rivela l'opposto e alla fine cercherà di aiutare la famiglia ebrea a superare il confine tra Francia e Svizzera. Uno dei pochi casi in cui una pellicola dimostra apertamente la rarissima bontà di un tenente tedesco nei confronti degli ebrei. Muore alla fine in una valanga.

## Produzione
In meno di una settimana in Italia, Belle & Sebastien si è aggiudicato il primo posto al Box Office, con un incasso complessivo di 4.500.000 euro. I fatti narrati nel lungometraggio sono tratti dai racconti della scrittrice francese Cécile Aubry, i quali vennero poi trasportati sul piccolo schermo come serie TV negli anni sessanta, in bianco e nero. Successivamente, negli anni ottanta, Belle & Sebastien divenne anche una lunga serie di cartoni animati giapponesi, di cui lo stesso regista del film, Nicolas Vanier, era un fan accanito. "Da piccolo ero completamente pazzo della serie TV Belle & Sebastien; per questo, quando mi hanno proposto questo progetto, ero molto intimidito! Per me non si trattava di una banale serie televisiva, ma di una lunga serie di episodi uno più bello dell'altro. Accettare di farne un adattamento cinematografico era una grande sfida. Quando mi hanno contattato dalla produzione, improvvisamente tutto quello che avevo provato guardando Belle & Sebastien si era risvegliato e mi sentivo in dovere di realizzare questo film al meglio".
Ed è da questa grande passione per i due protagonisti, usciti dalla mente di Cécil Aubry, che Vanier accetta volentieri la proposta dei produttori di realizzare una nuova versione autentica sulla storia che ha appassionato intere generazioni: una delle novità presenti nel filmato, per esempio, è quella di aver ambientato il racconto durante la seconda guerra mondiale, cosa che, invece, nel cartone animato è completamente fuori contesto storico.
Inoltre, Vanier ha saputo ricreare perfettamente le visuali panoramiche in campo lungo delle alte e vaste montagne (anch'esse protagoniste del film) e non si è limitato a raccontare la storia originale, ma l'ha arricchita prendendone spunto per dare vita ad una sua nuova e personale trasposizione, dove l'aspetto maggiormente interessante è da attribuire alle inquadrature del paesaggio, che rivelano il passato documentarista del regista.
In Francia, il film ha incassato invece 30 milioni di dollari.
Félix Bossuet, il ragazzino che interpreta il ruolo principale della storia, è stato scelto fra più di 2400 candidati bambini dallo stesso regista per via di un "colpo di fulmine" come ha affermato lo stesso Vanier.

## Distribuzione
Il film è stato presentato in anteprima il 24 agosto 2013 al Festival du film francophone d'Angoulême.
La prima italiana è stata al Festival internazionale del film di Roma 2013, mentre è uscito nelle sale il 30 gennaio 2014.

## Riconoscimenti
- 2014 - Seattle International Film Festival
  - Gran Premio della Giuria a Nicolas Vanier
  - Candidatura Ago d'oro al miglior attore a Félix Bossuet
- 2014 - Tallinn Black Nights Film Festival
  - Menzione speciale alla giuria dei bambini a Nicolas Vanier
  - Candidatura Miglior film per bambini a Nicolas Vanier
- 2015 - Minneapolis St. Paul International Film Festival
  - Premio del Pubblico al miglior film a Nicolas Vanier

## Sequel
Il film ha avuto un sequel nel 2015, sempre con lo stesso cast, Belle & Sebastien - L'avventura continua, ed un altro nel 2018, intitolato Belle & Sebastien - Amici per sempre.